# Парень познаёт мир
«Парень познаёт мир» (англ. Boy Meets World) — американский телевизионный ситком, созданный и продюсированный Майклом Джейкобсом и Эйприл Келли. Шоу транслировалось на ABC с 24 сентября 1993 года по 5 мая 2000 года и длилось семь сезонов.
Сериал рассказывает о повседневной жизни Кори Мэтьюса (Бен Сэвидж). В сериале присутствует учитель Кори Джордж Фини (Уильям Дэниелс), лучший друг Шон Хантер (Райдер Стронг), брат Эрик (Уилл Фридл) и романтический интерес Топанга Лоуренс (Даниэль Фишел). В шоу также участвует отец Кори Алан (Уильям Русс), мать Эми (Бетси Рэндл) и сестра Морган (Лили Никсей), а также персонажи Анджела Мур (Трина МакГи-Дэвис), Рейчел Макгуайр (Мейтленд Уорд), Джонатан Тернер (Энтони Тайлер Куинн), Эли Уильямс (Алекс Дезерт) и Джек Хантер (Мэттью Лоуренс) в последних сезонах.
В 2014 году на Disney Channel вышло продолжение под названием «Девушка познаёт мир» («Истории Райли»).

## Эпизоды
| Сезон | Количество эпизодов | Дата выхода      | Зрителей (млн чел.) |
| ----- | ------------------- | ---------------- | ------------------- |
| 1     | 22                  | 24 сентября 1993 | 8,4                 |
| 2     | 23                  | 23 сентября 1994 | 11,5                |
| 3     | 22                  | 22 сентября 1995 | 10,1                |
| 4     | 22                  | 20 сентября 1996 | 8,7                 |
| 5     | 24                  | 3 октября 1997   | 11,6                |
| 6     | 22                  | 25 сентября 1998 | 10,9                |
| 7     | 23                  | 24 сентября 1999 | 8,7                 |

## Трансляции
Disney-ABC Domestic Television (дочерняя компания Touchstone Television, теперь ABC Studios) в настоящее время владеет правами на сериал.
С 1997 по 2000 годы сериал повторяли на Fox, The WB и UPN. Затем права на сериал получил Disney Channel, где и транслировался до 2007 года. Однако, Disney отредактировал множество серий, содержание которых было трактовано, как неприемлемое для целевой аудитории канала, возраст которой составляет от 7 до 14 лет. Все 158 серий были показаны во время первой трансляции, но из-за взрослых тем и жалоб родителей в последующих повторах были убраны три серии: «If You Can’t Be with the One You Love…» (серия в которой показано распитие подростками алкоголя), «Prom-ises, Prom-ises» (Кори и Топанга собираются потерять девственность на выпускном вечере) и «The Truth About Honesty» (серия со множеством сексуальных намёков). 5 мая 2014 года шоу временно вернулось на канал Disney после семилетнего перерыва для продвижения сериала «Девушка познаёт мир».
С 21 июня 2004 года по 31 августа 2007 года сериал шёл на ABC Family, а затем снова с 12 апреля 2010 года по 2 декабря 2015 года. Сериал также начал выходить в эфир на MTV2 с 14 ноября 2011 года.
На международном уровне сериал транслировался на каналах YTV, Family Channel и ABC Spark — канадской версии ABC Family. В Бразилии шоу транслировалось на каналах SBT и Disney Channel Brazil до 2005 года.
29 сентября 2017 года «Парень познаёт мир» стал доступен на Hulu вместе с другими телепрограммами Disney-ABC — «Динозавры» и «Большой ремонт» и ABC — «Дела семейные», «Полный дом», «Идеальные незнакомцы», «Сабрина — маленькая ведьма» и «Шаг за шагом». 11 апреля 2019 года было подтверждено, что Disney+, новый потоковый сервис, принадлежащий Disney, будет транслировать сериал после запуска сервиса в ноябре 2019 года.

## Культурное влияние
Межрасовые отношения Анжелы и Шона были редкостью в то время для крупного телешоу, ориентированного на молодёжь. Трина Макги-Дэвис заметила, что типичная реакция на эти отношения от молодых зрителей, была исключительно положительной и воодушевляющей, а когда персонажи поссорились, зрители часто спрашивали, когда они уже примирятся. Она выразила желание, чтобы отношения её персонажа послужили примером расово-нейтральных отношений без дискриминации для всего мира, вместо менее позитивной реакции, которую подобные отношения в своё время вызвали в «Элли Макбил».
В шоу также поднимаются такие остросоциальные проблемы, как, например, жестокое обращение с детьми («Dangerous Secret»), сексуальные домогательства («Chick Like Me», «Everybody Loves Stuart») и злоупотребление алкоголем у подростков («If You Can’t Be With the One You Love…»).

## Номинации и награды
| Год  | Награда             | Номинация                                                              | Номинант(ы)                | Результат |
| ---- | ------------------- | ---------------------------------------------------------------------- | -------------------------- | --------- |
| 1994 | Молодой актёр       | Best Youth Comedian                                                    | Райдер Стронг              | Номинация |
| 1994 | Молодой актёр       | Best Youth Actor Leading Role in a Television Series                   | Бен Сэвидж                 | Номинация |
| 1994 | Молодой актёр       | Best New Television Series                                             | «Парень познаёт мир»       | Номинация |
| 1994 | Молодой актёр       | Best Actress Under Ten in a Television Series or Show                  | Лили Никсей                | Номинация |
| 1995 | Молодой актёр       | Best Performance: Young Actor in a TV Comedy Series                    | Уилл Фридел                | Номинация |
| 1995 | Молодой актёр       | Best Performance: Young Actor in a TV Comedy Series                    | Джейсон Мэрсден            | Номинация |
| 1996 | Молодой актёр       | Best Performance by a Young Actress: TV Comedy Series                  | Даниель Фишел              | Номинация |
| 1996 | Молодой актёр       | Best Performance by a Young Actress: Guest Starring Role TV Series     | Эрин Дин                   | Номинация |
| 1996 | Молодой актёр       | Best Performance by a Young Actor: Guest Starring Role TV Series       | Джастин Томсон             | Победа    |
| 1997 | Молодой актёр       | Best Performance in a TV Comedy: Supporting Young Actress              | Даниель Фишел              | Номинация |
| 1997 | Молодой актёр       | Best Performance in a TV Comedy: Supporting Young Actor                | Райдер Стронг              | Номинация |
| 1997 | Молодой актёр       | Best Performance in a TV Comedy: Leading Young Actor                   | Бен Сэвидж                 | Номинация |
| 1998 | Молодой актёр       | Best Performance in a TV Comedy Series: Leading Young Performer        | Бен Сэвидж                 | Номинация |
| 1998 | YoungStar Award     | Best Performance by a Young Actor in a Comedy TV Series                | Бен Сэвидж                 | Номинация |
| 1998 | YoungStar Award     | Best Young Actress/Performance in a Comedy TV Series                   | Даниель Фишел              | Победа    |
| 1999 | Kids’ Choice Awards | Favorite Television Show                                               | «Парень познаёт мир»       | Номинация |
| 1999 | Молодой актёр       | Best Performance in a TV Comedy Series: Guest Starring Young Actor     | Джарретт Леннон            | Победа    |
| 2000 | Kids' Choice Award  | Favorite Television Show                                               | «Парень познаёт мир»       | Номинация |
| 2000 | Kids' Choice Award  | Favorite Television Friends                                            | Бен Сэвидж и Райдер Стронг | Победа    |
| 2000 | Молодой актёр       | Best Performance in a TV Comedy Series: Guest Starring Young Performer | Дж. Б. Гейнор              | Победа    |
| 2000 | YoungStar Award     | Best Young Actress/Performance in a Comedy TV Series                   | Даниель Фишел              | Номинация |